# Liste der Monuments historiques in Rancennes
Die Liste der Monuments historiques in Rancennes führt die Monuments historiques in der französischen Gemeinde Rancennes auf.

## Liste der Objekte
| Bezeichnung                | Beschreibung                                                                                       | Standort                      | Kennzeichnung | Schutzstatus | Datum | Bild |
| -------------------------- | -------------------------------------------------------------------------------------------------- | ----------------------------- | ------------- | ------------ | ----- | ---- |
| Marienaltar                | rechter Seitenaltar; Holz, farbig gefasst, 19. Jahrhundert                                         | in der Kirche St-Léger (Lage) | PM08001048    | Inscrit      | 1977  |      |
| Remigiusaltar              | linker Seitenaltar; Holz, farbig gefasst, 19. Jahrhundert                                          | in der Kirche St-Léger (Lage) | PM08001047    | Inscrit      | 1977  |      |
| Hauptaltar                 | Altartisch, Tabernakel und Retabel; Kalkstein, Holz, farbig gefasst und vergoldet, 19. Jahrhundert | in der Kirche St-Léger (Lage) | PM08001046    | Inscrit      | 1977  |      |
| Relief Allegorie des Todes | Marmor, 17. Jahrhundert                                                                            | in der Kirche St-Léger (Lage) | PM08001050    | Inscrit      | 1977  |      |
| Taufbecken                 | Marmor, Kalkstein, 18. Jahrhundert                                                                 | in der Kirche St-Léger (Lage) | PM08001049    | Inscrit      | 1977  |      |
| Kruzifix                   | Holz, farbig gefasst, 18. Jahrhundert                                                              | in der Kirche St-Léger (Lage) | PM08001051    | Inscrit      | 1977  |      |